# 巴罗 (柔佛)
巴罗是马来西亚柔佛州居銮县内的一个城镇，人口約16,420人，面积約429平方公里。。
在馬來亞緊急狀態期間，為打擊馬來亞共產主義分子，巴罗曾被設為“黑區”。

## 经济
巴罗以种植油棕和橡胶为主要的经济来源。

## 交通
陆路交通可以通往永平城镇，也可经过占美新村再往居銮城镇，此外使用马来亚铁道公司的KTM城际铁路，由巴罗可北通吉隆坡和往南抵达新山。